# Trumpinnebusksläktet
Trumpinnebusksläktet (Isopogon) är ett släkte med ungefär 30 arter i familjen proteaväxter. De är städsegröna buskar som ursprungligen kommer från Australien.
Blommorna sitter i runda samlingar. Blomfärgen är vit, ljusgul, rosa eller lila och blommorna doftar. Frukterna är förvedade och liknar tallkottar. Bladen är vanligen ljusgröna och flikiga. De är hårda och taggiga.
Isopogon-arterna vill ha väldränerad jord och en solig växtplats. De tål inte frost. Förökning sker med frön eller sticklingar.